# Trachodes hispidus
Trachodes hispidus är en skalbaggsart som först beskrevs av Carl von Linné 1758.  Trachodes hispidus ingår i släktet Trachodes, och familjen vivlar. Arten är reproducerande i Sverige.